# Ethionodes brunneaplaga
Ethionodes brunneaplaga là một loài bướm đêm trong họ Noctuidae.